# Grasburg (Rottleberode)

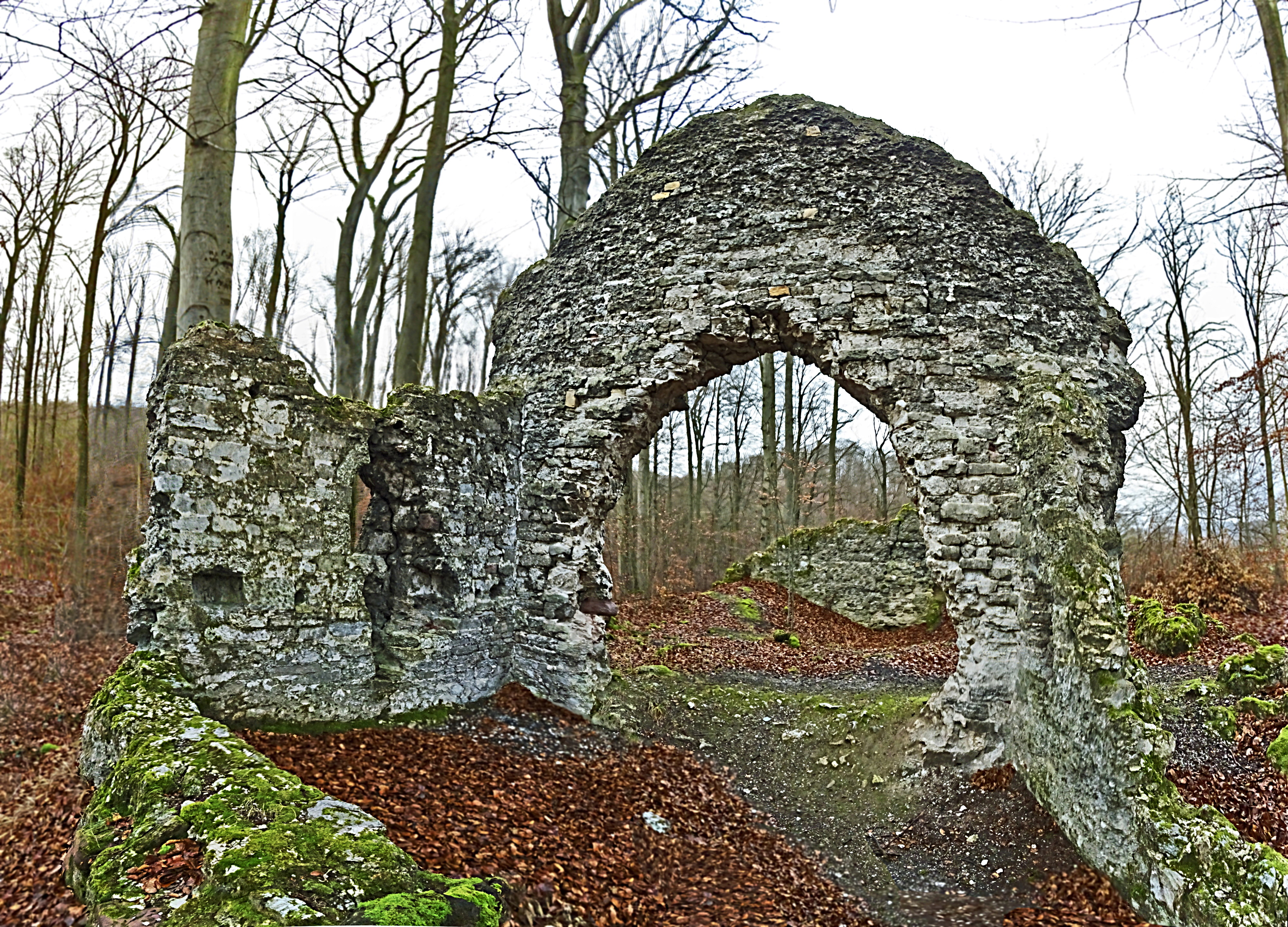
Die Ruine der Wallfahrtskapelle

Die Grasburg ist eine frühgeschichtliche Fliehburg in Form einer Wallburg mit Wall- und Grabensystem bei Rottleberode im Landkreis Mansfeld-Südharz in Sachsen-Anhalt.

## Geschichte
Die Grasburg im Alten Stolberg genannten Waldgebiet zwischen Stempeda und Rottleberode im Südharz ist der Legende nach die Stammburg der Grafen zu Stolberg. Über die Abstammung der Grafen zu Stolberg gibt es verschiedene Theorien, von denen sich jedoch keine endgültig durchsetzen konnte.
Diese Grasburg war vom 10. bis 12. Jahrhundert bewohnt. Im 13. Jahrhundert wurde auf dem Burggelände eine Wallfahrtskapelle errichtet, in der bis ins 15. Jahrhundert hinein alljährlich das Kirchweihfest begangen wurde. Danach verfiel die Kapelle zu einer Ruine, von der sich mehrere Teile bis heute erhalten haben. Erhalten haben sich eine Giebelwand mit ausgebrochener Choröffnung und Teile der Chor- und Schiffsmauern. In der Chorsüdwand ist noch ein Rundbogenfenster zu sehen.